# Anacithara osumiensis
Anacithara osumiensis é uma espécie de gastrópode do gênero Anacithara, pertencente a família Horaiclavidae. RN Kilburn contestou em 1994 que Mangilia osumiensis deveria pertencer ao género Anacithara , pois tem características desconhecidas em Anacithara , tais como duas pregas vestigiais no lábio interior.